# Marlène Hauterville
Marlène Hauterville, née le 19 septembre 1968, est une escrimeuse française. Elle est la première Guadeloupéenne sélectionnée en équipe de France d'escrime.

## Palmarès

### Championnats du monde
- Médaille d'argent en épée par équipe aux Championnats du monde 1991 à Budapest

### Championnats de France
- Médaille d'or en épée individuelle aux Championnats de France 1991